# Trop jeune pour mourir (téléfilm)
Pour plus de détails, voir Fiche technique et Distribution.
Trop jeune pour mourir (Too Young to Die?) est un téléfilm américain réalisé par Robert Markowitz, diffusé pour la première fois en 1990.

## Synopsis
Amanda Sue Bradley a été violée par son beau-père et a quitté le domicile familial à l'âge de 15 ans. Livrée à elle-même et vivant dans la rue, elle rencontre Billy Clanton, un drogué qui l'entraîne dans son monde. Arrêtée pour meurtre, Amanda est condamnée à la peine de mort.

## Fiche technique
- Titre : Trop jeune pour mourir où Trop jeune pour la mort
- Titre original : Too Young to Die?
- Réalisation : Robert Markowitz
- Scénario : David Hill et George Rubino
- Photographie : Éric Van Haren Noman
- Montage : Harvey Rosenstock et Eric A. Sears
- Musique : Charles Bernstein
- Pays d'origine :  États-Unis
- Langue originale : anglais
- Format : couleur - 1,33:1
- Genre : drame
- Durée : 92 minutes
- Première diffusion : 
  -  États-Unis : 26 février 1990

## Distribution
- Juliette Lewis (VF : Claire Guyot) : Amanda Sue Bradley
- Brad Pitt (VF : Patrick Poivey) : Billy Canton
- Michael Tucker : Buddy Thornton
- Alan Fudge : Mark Calhoun
- Emily Longstreth : Jean Glessner
- Laurie O'Brien : Wanda Bradley Sledge
- Yvette Heyden : Annie Meacham
- Tom Everett (VF : Jean-François Kopf) : le juge Harper
- Michael O'Keefe : Mike Medwicki

## Autour du film
Ce téléfilm est inspiré de la véritable histoire de Marie Attina Cannaday. Accusée de vol qualifié, d'enlèvement et d'homicide, elle fut condamnée à l'âge de 16 ans à la peine de mort pour avoir assassiné le sergent Ronald Wojcik. Son complice, David Gray, fut également condamné à mort. En 1984, sa culpabilité fut confirmée mais sa peine de mort fut réduite en perpétuité. Elle sera finalement libérée sur parole le 9 mars 2008.